# Ames rum

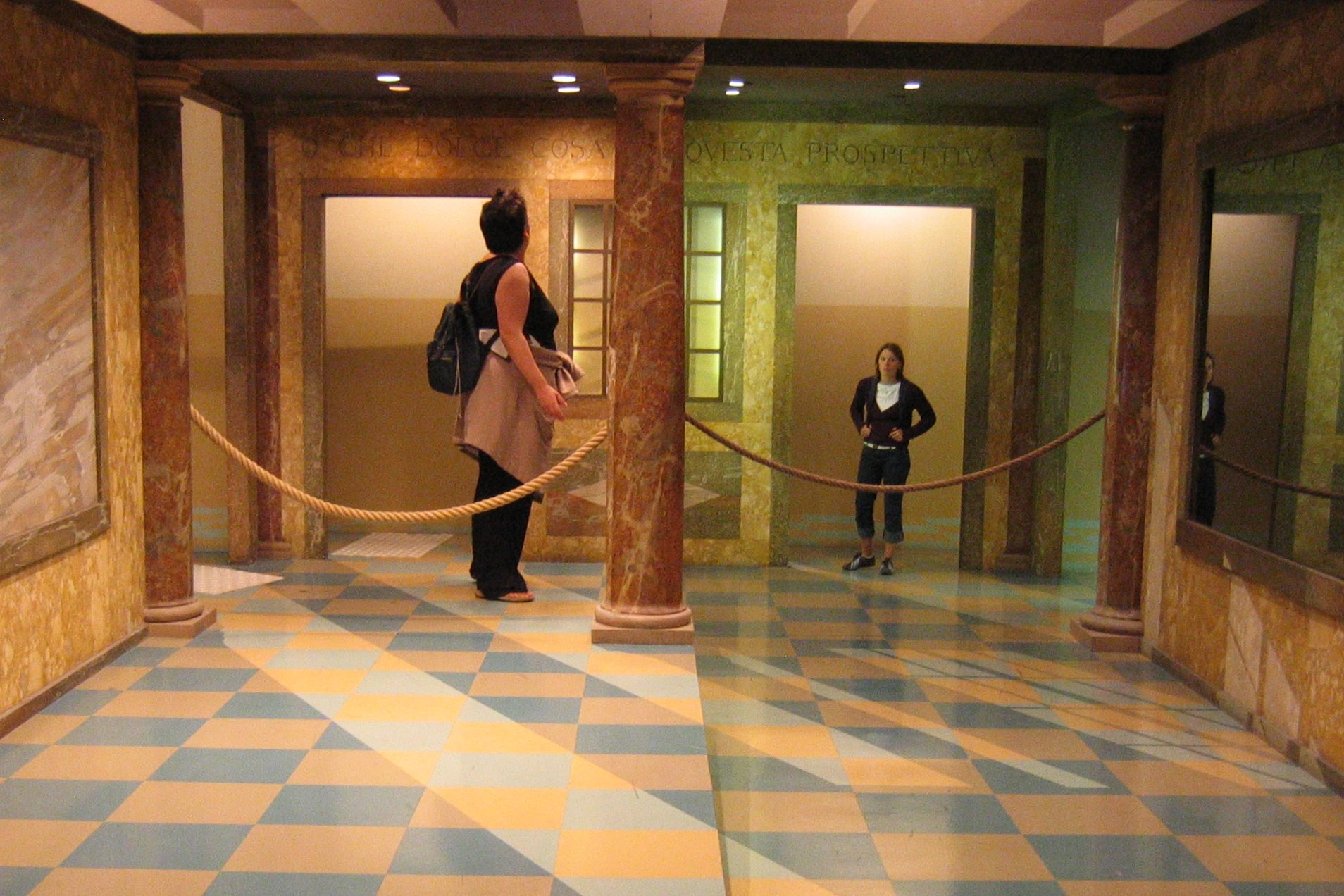
Ett Amesrum i Paris

Ames rum är ett oregelbundet rum som används för att skapa en optisk illusion. Det uppfanns 1946 av den nordamerikanske ögonläkaren Adelbert Ames, Jr., baserat på en konceptidé av Hermann von Helmholtz.
Ett Amesrum är konstruerat så att det från ingången förefaller att vara ett kubformat rum, med den bakre väggen parallell med den främre och sidoväggarna parallella gentemot varandra och proportionsriktiga gentemot golv och tak. Detta är dock en optisk synvilla, då det verkliga rummets form beskriver en asymmetrisk parallelltrapets.
Den optiska illusionen resulterar i att; en person som står i det främre hörnet framstår som onormalt stor samtidigt som en person i det andra bakre hörnet framstår att vara onormalt liten. Illusionen är såpass övertygande, att en person som går fram och tillbaka från det ena hörnet till det andra upplevs att växa eller krympa.
Studier har visat att det inte är nödvändigt att använda väggar och tak; utan att det kan räcka att skapa en horisont som bakgrund (som inte är horisontell), vilket syncentrum kan fås att se ett objekt relativt mot den konstgjorda horisontlinjen.
Ames rum förekommer i filmen Willy Wonka och chokladfabriken från 1971 som baserar sig på Roald Dahls barnbok Kalle och chokladfabriken från 1964. Konstruktionen användes även i produktionen av Sagan om ringen ett flertal gånger i sekvenserna i Fylke, för att anpassa höjden på Hoberna korrekt i förhållande till Gandalf när de stod jämte varandra. En tv-serie från 60-talet Voyage to the Bottom of the Sea använde ett Ames-rum i ett avsnitt för att visa ett försök att få två karaktärer, som stod i varsin ände av rummet, att tappa förståndet. Det brittiska rockbandet Status Quo använde ett Ames-rum då de gjorde omslaget till skivan On the level.

## Honi-fenomenet
En typ av selektivt motstånd till perceptionsstörning är känd som Honi phenomenon som låter somliga gifta personer uppleva en mildare form av perspektivförändring än de som inte har någon känslomässig koppling till någon i rummet.
Effekten är relaterad till den känslomässiga invanda utseendet av exempelvis partners som står i "fel perspektiv". Kvinnor hade en relativt större benägenhet att mer rättvisande bedöma storleken deras partner gentemot storlekens bedömning på främlingar. Bedömningar gjorda av män påverkades däremot inte av de känslomässiga förhållandet.